# Andréa Maria Pereira
Pour les articles homonymes, voir Pereira.
Andréa Maria Pereira Britto, née le 8 décembre 1973, est une athlète brésilienne.

## Palmarès

### International
| Date | Compétition                    | Lieu           | Résultat | Épreuve         | Performance |
| ---- | ------------------------------ | -------------- | -------- | --------------- | ----------- |
| 2000 | Championnats ibéro-américains  | Rio de Janeiro | 3e       | Lancer du poids | 14,86 m     |
| 2001 | Championnats d'Amérique du Sud | Manaus         | 2e       | Lancer du poids | 15,64 m     |
| 2002 | Championnats ibéro-américains  | Guatemala      | 7e       | Lancer du poids | 14,94 m     |
| 2003 | Championnats d'Amérique du Sud | Barquisimeto   | 4e       | Lancer du poids | 16,19 m     |
| 2005 | Championnats d'Amérique du Sud | Cali           | 1re      | Lancer du poids | 16,60 m     |
| 2006 | Championnats d'Amérique du Sud | Tunja          | 2e       | Lancer du poids | 16,27 m     |
| 2007 | Jeux panaméricains             | Rio de Janeiro | 8e       | Lancer du poids | 16,52 m     |
| 2007 | Championnats d'Amérique du Sud | São Paulo      | 4e       | Lancer du poids | 15,88 m     |
| 2008 | Championnats ibéro-américains  | Iquique        | 2e       | Lancer du poids | 16,72 m     |
| 2009 | Championnats d'Amérique du Sud | Lima           | 3e       | Lancer du poids | 16,16 m     |
| 2009 | Jeux de la Lusophonie          | Lisbonne       | 2e       | Lancer du poids | 16,26 m     |
| 2011 | Championnats d'Amérique du Sud | Buenos Aires   | 4e       | Lancer du poids | 16,02 m     |
| 2012 | Championnats ibéro-américains  | Barquisimeto   | 6e       | Lancer du poids | 16,92 m     |

### National
- Championnats du Brésil d'athlétisme
  - Vainqueur du lancer du poids en 2005